# Turritella fuscomaculata
Turritella fuscomaculata is een slakkensoort uit de familie van de Turritellidae. De wetenschappelijke naam van de soort is voor het eerst geldig gepubliceerd in 2009 door Bozzetti.